# 沃特氏假鰓鱂
沃特氏假鰓鱂，為輻鰭魚綱鯉齒目鰕鱂亞目鰕鱂科的其中一種，為熱帶淡水魚，分布於非洲坦尚尼亞東部淡水流域，體長可達5.3公分，棲息在季節性的水塘、沼澤底中層水域，生活習性不明。

## 擴展閱讀
維基物種上的相關：沃特氏假鰓鱂